# Australische denappelvis
De Australische denappelvis (Cleidopus gloriamaris) is een straalvinnige vissensoort uit de familie van denappelvissen (Monocentridae). De wetenschappelijke naam van de soort is voor het eerst geldig gepubliceerd in 1882 door De Vis.

## Kenmerken
Het gele lichaam van deze vis bevat een stevig beenpantser met scherpe stekels in de rugvin en buikvinnen. De staart en de vinnen zijn transparant. Ze hebben grote, zwartgerande schubben, waardoor de vis lijkt op een dennenkegel. Op de onderkaak heeft het dier een lichtgevend orgaan, dat overdag oranje en 's nachts blauwgroen opgloeit. De lichaamslengte bedraagt 28 cm en het gewicht 500 gram.

## Leefwijze
Het voedsel van deze nachtactieve vis bestaat in hoofdzaak uit visjes, kreeftachtigen en andere ongewervelden, die worden aangelokt door het lichtgevende orgaan op zijn kaak.

## Verspreiding en leefgebied
Deze soort komt voor in de Grote- en Indische Oceaan.